# Chesneya ferganensis
Chesneya ferganensis är en ärtväxtart som beskrevs av Sergei Ivanovitsch Korshinsky. Chesneya ferganensis ingår i släktet Chesneya och familjen ärtväxter. Inga underarter finns listade i Catalogue of Life.